# Quincy Wilson
Quincy Wilson, född 8 januari 2008, är en amerikansk friidrottare som tävlar i kortdistanslöpning.

## Karriär
Wilson är bosatt i Gaithersburg, Maryland och tränar vid Bullis School. Han har vunnit fem titlar vid AAU Junior Olympic Games. I juni 2024, i semifinalen vid de amerikanska OS-uttagningarna till Paris-OS sprang han 400 meter på 44,59 sekunder vilket är den snabbaste tiden genom tiderna på distansen för U-18. Vid OS 2024 ingick han i det amerikanska laget på 4 x 400 meter som kvalificerade sig för finalen och där tog guld. Wilson blev därmed den yngsta amerikanska OS-guldmedaljören i friidrott genom tiderna.